# Brimstone Peak (bergstopp i Antarktis, lat -61,92, long -57,75)
Brimstone Peak är en bergstopp i Antarktis. Den ligger i Sydshetlandsöarna. Argentina, Chile och Storbritannien gör anspråk på området. Toppen på Brimstone Peak är 84 meter över havet.
Terrängen runt Brimstone Peak är lite kuperad. Havet är nära Brimstone Peak norrut. Trakten är obefolkad. Det finns inga samhällen i närheten. 